# Lindera thunbergii
Lindera thunbergii là loài thực vật có hoa trong họ Nguyệt quế. Loài này được (Siebold) Makino miêu tả khoa học đầu tiên năm 1900.